# Theo Walcott
Theo James Walcott (sinh ngày 16 tháng 3 năm 1989) là một cầu thủ bóng đá chuyên nghiệp người Anh, chơi ở vị trí tiền đạo cho câu lạc bộ Premier League Southampton và Đội tuyển bóng đá quốc gia Anh. Walcott từng đoạt giải Vận động viên thể thao trẻ xuất sắc nhất năm của BBC năm 2006.
Walcott là một sản phẩm của Học viện Southampton và khởi nghiệp cùng câu lạc bộ này trước khi gia nhập Arsenal với giá 5 triệu bảng năm 2006. Tốc độ của anh khiến huấn luyện viên Arsène Wenger để anh chơi ở vị trí tiền vệ cánh trong phần lớn sự nghiệp của mình. Walcott bắt đầu ở vị trí tiền đạo cắm trong mùa 2012-13, mùa bóng anh là vua phá lưới của câu lạc bộ.
Ngày 30 tháng 5 năm 2006, Walcott trở thành cầu thủ trẻ nhất từng chơi cho tuyển Anh khi mới 17 tuổi và 75 ngày. Ngày 6 tháng 9 năm 2008, anh có trận đấu tại vòng loại giải vô địch thế giới trước Andorra, và trong trận kế tiếp gặp Croatia, anh có bàn thắng quốc tế đầu tiên và trở thành cầu thủ trẻ nhất trong lịch sử ghi hat-trick cho tuyển Anh. Anh từng đại diện cho tuyển Anh tham dự FIFA World Cup 2006 và UEFA Euro 2016 và có 47 lần ra sân, ghi tám bàn thắng.

## Tiểu sử
Walcott sinh ra tại Luân Đôn, cha là người Anh gốc Jamaica da đen và mẹ là người Anh da trắng. Anh lớn lên làm fan hâm mộ Liverpool bởi cha ông cũng hâm mộ Liverpool. Khi Chelsea yêu cầu anh làm cậu bé nhặt bóng, anh đã có cơ hội để gặp mặt những thần tượng của Liverpool:
Tôi đang chơi trong một giải đấu cho Swindon khi Southampton và Chelsea dành sự quan tâm. Chelsea mời tôi làm cậu bé nhặt bóng trong một trận đấu với Liverpool, đó là cơ hội tuyệt vời để gặp những người hùng của tôi Michael Owen và Robbie Fowler. Tôi là một fan của Liverpool đơn giản là vì cha tôi theo dõi họ. Thật không may tôi không sinh ra khi đội bóng có thời kì vàng của họ, nhưng tôi rất thích xem những cầu thủ yêu thích như Michael Owen, Robbie Fowler và Steve McManaman khi tôi đang lớn lên. Khi Liverpool đoạt cúp Champions League năm ngoái, tôi đã phát điên. Tôi hét thật to và nghĩ sẽ đánh thức toàn bộ ngôi làng nơi tôi sống dậy!"

## Sự nghiệp câu lạc bộ

### Khởi nghiệp
Walcott sinh ra tại Stanmore, Luân Đôn, nhưng lớn lên tại Compton, Berkshire. Anh theo học tại Nhà thờ Compton của Trường Tiểu học Anh và Trường The Downs, chơi cho đội bóng làng địa phương và sau đó cho Newbury. Walcott đã ghi hơn một trăm bàn thắng trong mùa duy nhất chơi cho Newbury, trước khi rời khỏi đó để gia nhập Swindon Town. Anh đã dành chỉ sáu tháng chơi tại đây trước khi gia nhập Southampton sau khi anh từ chối một cơ hội để đầu quân cho Chelsea. Nike đồng ý một thỏa thuận tài trợ với Walcott khi anh mới mười bốn tuổi.

### Southampton
Trong mùa 2004-05, anh khởi nghiệp tại đội trẻ Southampton từng tiến tới cúp FA trẻ gặp Ipswich Town. Ngoài ra, anh còn trở thành cầu thủ trẻ nhất từng chơi cho đội dự bị Southampton khi mới 15 tuổi và 175 ngày, khi anh vào sân từ băng ghế dự bị trong trận đấu với Watford vào tháng 9 năm 2004. Tuy nhiên anh không thể thi đấu tại giải Ngoại hạng khi Southampton rớt hạng xuống giải Hạng nhất vào cuối mùa 2004-05.
Walcott có trận ra mắt đội một trọn vẹn khi làm khách tiếp đón Leeds United vào ngày 18 tháng 10 năm 2005, ghi bàn thắng đầu tiên cho câu lạc bộ trong trận này. Anh tiếp tục nổ súng trên sân khách trước Millwall bốn ngày sau, và một lần nữa có trận ra mắt trọn vẹn trên sân nhà trước Stoke City trong ngày thứ bảy kế tiếp. Sự nổi tiếng gia tăng nhanh chóng của anh khiến anh nằm trong danh sách rút gọn ba ứng viên cuối cùng của giải thưởng Vận động viên thể thao trẻ xuất sắc nhất năm của BBC vào ngày 11 tháng 12 năm 2005.

### Arsenal

#### Mùa 2005-06

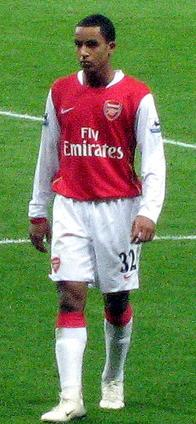
Walcott chơi cho Arsenal năm 2007.

Walcott chuyển đến Arsenal vào ngày 20 tháng 1 năm 2006 với mức phí 5 triệu bảng, tăng lên 12 triệu bảng tùy theo số lần ra sân cho câu lạc bộ và đội tuyển quốc gia. Lệ phí ban đầu là trả góp, 5 triệu bảng dựa trên số lần ra sân cho câu lạc bộ và 2 triệu bảng dựa trên số lần ra sân cho tuyển Anh, nhưng đã được sửa lên tổng cộng 9.1 triệu bảng bởi một vụ thương lượng thành công vào ngày 31 tháng 3 năm 2008. Anh ký một thỏa thuận trước hợp đồng để ký bản hợp đồng chuyên nghiệp vào sinh nhật thứ 17 của mình, ngày 16 tháng 3 năm 2006.

#### Mùa 2006-07
Walcott có trận ra mắt giải Ngoại hạng Anh ngày 19 tháng 8 năm 2006, ngày khai mạc mùa 2006-07, vào sân từ ghế dự bị trong trận gặp Aston Villa và kiến tạo một bàn thắng cho Gilberto Silva.
Trận ra mắt Champions League đến ở trận lượt về vòng loại thứ ba khi Arsenal chạm trán Dinamo Zagreb, nơi Walcott trở thành cầu thủ trẻ Arsenal nhất ra sân tại đấu trường châu Âu, phá vỡ kỷ lục trước đó của Cesc Fàbregas và chỉ bị đánh bại bởi Jack Wilshere. Chỉ trong vài phút thi đấu, anh đã phải nhận thẻ vàng đầu tiên trong màu áo Arsenal vì đã sút vài giây sau khi trọng tài thổi phạt việt vị. Trong thời gian ngừng trận đấu, đường chuyền của anh đã đánh bại hậu vệ Dinamo và Mathieu Flamini lập công, giúp Walcott có hai kiến tạo trong hai trận ra sân thay người. Anh ra sân xuất phát lần đầu tiên trong trận sân nhà tại giải Ngoại hạng tiếp đón Watford ngày 14 tháng 10 năm 2006. Thành tích của Walcott trong màu áo Arsenal và tuyển Anh giúp anh được bình chọn là Vận động viên thể thao trẻ xuất sắc nhất năm của BBC cuối năm 2006.

#### Mùa 2007-08
Walcott ghi bàn thắng đầu tiên trên sân nhà trong mùa 2007-08 trong trận đấu tại Champions League trước Slavia Prague, giúp Arsenal thắng 7-0, cũng như kiến tạo một bàn cho Fàbregas. Walcott lập cú đúp đầu tiên tại giải Ngoại hạng trong trận hòa 2-2 với Birmingham City trên sân St Andrew's ngày 23 tháng 2 năm 2008. Anh kết thúc mùa giải với bảy bàn thắng trên tất cả mọi đấu trường và bốn bàn tại giải Ngoại hạng. Trong trận tứ kết Champions League trước Liverpool, Walcott đã chạy nước rút suốt nửa chiều dài sân, đánh bại bộ tứ hậu vệ của Liverpool để kiến tạo cho Emmanuel Adebayor cân bằng tỉ số, nhưng Arsenal vẫn phải nhận thất bại chung cuộc 4-2. Sau mùa giải đó, Arsène Wenger khẳng định Walcott cuối cùng có thể thay đổi từ một cậu bé trở thành một người đàn ông, và sẽ sớm trở thành một con quái vật.

#### Mùa 2008-09
Sau những so sánh với đồng đội cũ Thierry Henry, Walcott được trao chiếc áo số 14 mà chính Henry mặc trước đây. Trong mùa 2008-09, anh khẳng định một vị trí thường xuyên trong đội hình xuất phát, bắt đầu nhiều trận đấu ở vị trí tiền vệ phải hoặc tiền vệ cánh. Tháng 9 năm 2008, Arsène Wenger xác nhận cả Tottenham Hotspur, Chelsea và Liverpool đều quan tâm đến chữ ký của Walcott khi anh 16 tuổi. Vào thứ bảy, ngày 18 tháng 10 năm 2008, Walcott ghi bàn thắng đầu tiên tại giải Ngoại hạng trong mùa giải vào lưới Everton, ghi bàn thắng thứ ba và cuối cùng của trận đấu, giúp Arsenal thắng 3-1 dù bị dẫn trước bởi một bàn của Leon Osman. Ba ngày sau, anh ghi bàn thắng thứ hai của Arsenal trong chiến thắng sân khách 5-2 trước Fenerbahçe tại Champions League, vượt qua thủ môn đối phương trước khi dứt điểm góc hẹp.

#### Mùa 2009-10
Mùa 2009-10 của Walcott bị ảnh hưởng nhiều bởi chấn thương. Anh đã phải trải qua những vấn đề về vai, lưng, đầu gối và gân kheo, giới hạn anh chỉ có 15 lần ra sân cho Arsenal.. Anh đã không chơi trọn vẹn 90 phút đến ngày 9 tháng 12 năm 2009. Ngày 6 tháng 3 năm 2010, anh ghi bàn thắng thứ hai trong mùa trong chiến thắng 3-1 trước Burnley giúp Arsenal giải quyết trận đấu, với một nỗ lực đi bóng bằng chân trái từ rìa vòng cầm sau khi cắt bóng từ cánh phải.

#### Mùa 2010-11
Walcott khởi đầu mùa 2010-11 đặc biệt thành công khi đoạt giải Cầu thủ xuất sắc tháng 8 của EA Sports. Ngày 21 tháng 8 năm 2010, Walcott ghi hat-trick đầu tiên trong sự nghiệp câu lạc bộ sau khi anh ghi ba bàn vào lưới đội bóng mới thăng hạng Blackpool trong chiến thắng sân nhà 6-0, đến chỉ sau trận thứ hai của mùa giải mới. Ngày 27 tháng 12 năm 2010, anh ghi một bàn và kiến tạo để giúp đánh bại Chelsea 3-1 trong chiến thắng quan trọng mà theo huấn luyện viên Arsène Wenger đó là trận đấu "phải thắng". Sau trận đấu thuộc vòng ba cúp FA với Leeds United, Walcott thừa nhận đã ngã vờ trong những phút cuối để lấy một quả phạt đền. Quả phạt đền đã không được trao sau khi Walcott sớm bị phạm lỗi, nhưng bàn thắng của Cesc Fàbregas đã đảm bảo một trận hòa cho Arsenal và một trận đá lại - trận đấu Pháo thủ thắng sau đó. Ngày 21 tháng 2, trong chiến thắng 1-0 trước Stoke City, Walcott đã bị trẹo gân khiến anh phải rời sân với một chấn thương mắt cá. Điều này khiến anh bỏ lỡ trận chung kết Cúp Liên đoàn và vòng loại trực tiếp tại Champions League, trận lượt về với Barcelona.

#### Mùa 2011-12
Ngày 16 tháng 8, Walcott ghi bàn đầu tiên trong mùa trong trận lượt đi vòng loại Champions League với Udinese, giúp Arsenal giành chiến thắng quan trọng 1-0 để có lợi thế trong trận lượt về. Walcott một lần nữa ghi bàn ở trận lượt về giúp Arsenal ngược dòng thắng 2-1 và thắng chung cuộc 3-1, giúp Pháo thủ đảm bảo một suất dự vòng bảng của mùa giải thứ 14 liên tiếp. Walcott ghi bàn thắng đầu tiên cho Arsenal trong mùa bóng Ngoại hạng 2011-12 trước Manchester United dù chỉ mang tính an ủi khi Arsenal để thua 8-2. Anh ghi bàn thứ tư vào ngày 29 tháng 10 trong chiến thắng 5-3 trước Chelsea khi anh nhặt bóng bên cánh, trượt bóng, sau đó đứng dậy và luồn lách qua hai cầu thủ Chelsea trước khi lập công.

#### Mùa 2012-13

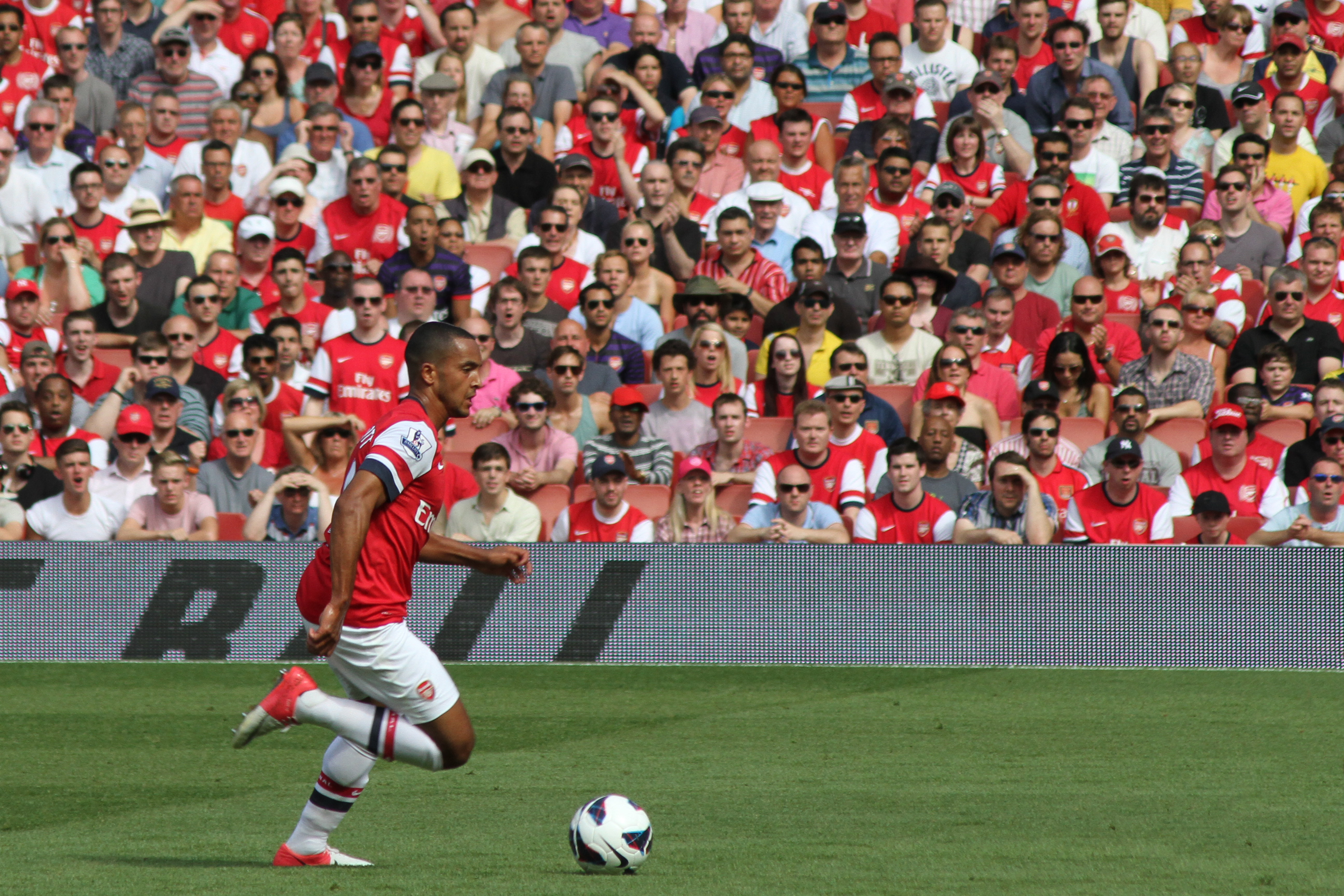
Walcott chơi cho Arsenal năm 2012.

Ngày 15 tháng 9 năm 2012, Walcott vào sân thay Gervinho và ghi bàn thắng đầu tiên trong mùa trong chiến thắng 6-1 trước đội bóng cũ Southampton.. Ngày 26 tháng 9, anh lập cú đúp trong thắng lợi 6-1 trước Coventry City tại Cúp Liên đoàn. Ngày 7 tháng 10 năm 2012, Walcott một lần nữa lập công trong chiến thắng sân khách 3-1 trước West Ham United, nâng số bàn trong mùa anh lên con số bốn. Ngày 30 tháng 10 năm 2012, Walcott ghi bàn đầu tiên cho Arsenal trong thời gian bù giờ hiệp một và bàn thứ tư trong thời gian bù giờ hiệp hai trong trận đấu tại Cúp Liên đoàn với Reading để giúp đội bóng ngược dòng từ 4-0 thành 4-4. Arsenal thắng 7-5 trong hiệp phụ, khi Walcott hoàn tất cú hat-trick và bật lại tranh cãi rằng anh nên chơi ở vị trí tiền đạo. Cựu Pháo thủ Niall Quinn ca ngợi màn trình diễn của Walcott thật khó tin, trong khi miêu tả là "trận đấu tuyệt vời nhất tôi từng xem".

#### Mùa 2013-14
Walcott khởi đầu mùa 2013-14 với phong độ tốt, ghi bàn vào lưới Olympique de Marseille tại vòng bảng Champions League và đóng góp các pha kiến tạo trước Fulham và Tottenham Hotspur tại giải Ngoại hạng, cũng như trước Fenerbahçe tại vòng loại Champions League. Chuỗi phong độ thăng hoa của anh dừng lại sau khi anh trải qua chấn thương bụng và cuối tháng 8. Walcott bị buộc phải phẫu thuật và sau đó nghỉ hai tháng trước khi trở lại đối đầu với đội bóng cũ Southampton vào cuối tháng 11. Anh sau đó xuất hiện vào sân từ ghế dự bị trong bốn trận tiếp theo của Arsenal, kiến tạo bàn thắng vào lưới Cardiff City và Everton.

## Sự nghiệp quốc tế

### Giải vô địch thế giới 2006
Ngày 8 tháng 5 năm 2006, Walcott bất ngờ có tên trong đội hình của Sven-Göran Eriksson tham dự giải vô địch thế giới 2006, mặc dù chỉ có vỏn vẹn 13 lần ra sân chơi bóng chuyên nghiệp và chẳng ra sân lần nào kể từ khi gia nhập Arsenal. Ngay cả những lựa chọn hàng đầu trên hàng tiền đạo là Wayne Rooney và Michael Owen đều bình phục chấn thương, Walcott vẫn được chọn trên cả những tiền đạo thành danh tại giải Ngoại hạng như Darren Bent (tiền đạo người Anh ghi nhiều bàn thắng nhất tại giải Ngoại hạng mùa 2005-06), Andrew Johnson (tay săn bàn người Anh hàng đầu tại giải Ngoại hạng mùa 2004-05), Dean Ashton (giống Bent, là cầu thủ trưởng thành từ U21 Anh) và Jermain Defoe. Ngày 25 tháng 5 năm 2006, anh vào sân thay người trong hiệp hai cho đội hình B của tuyển Anh đối đầu Belarus.

### Giải vô địch U21 châu Âu 2007 và 2009
Ngày 15 tháng 8 năm 2006, Walcott trở thành cầu thủ trẻ nhất từng ghi bàn cho đội U-21 Anh khi anh mở tỉ số sau ba phút trong trận hòa 2-2 với U-21 Moldova tại sân Portman Road của Ipswich Town. Trận đấu với Moldova cũng là lần đầu tiên anh khoác áo đội U-21 Anh.
Walcott lập cú đúp vào lưới Đức để giúp tuyển Anh giành suất tham dự Giải vô địch U-21 châu Âu, trong trận playoff lượt về vào tháng 10 năm 2006, với những so sánh thứ hai giữa anh và Thierry Henry.. Trong suốt hè 2009, Walcott đã cùng tuyển U-21 Anh tranh tài tại Giải vô địch U-21 châu Âu mặc dù vấp phải sự phản đối từ huấn luyện viên của anh tại câu lạc bộ Arsène Wenger. Wenger phàn nàn rằng sự tham gia của Walcott tại giải đấu cũng như những trận đấu cho đội tuyển quốc gia sẽ dẫn anh đến kiệt sức và chấn thương.

### Vòng loại giải vô địch thế giới 2010 và bỏ lỡ vòng chung kết
Ngày 6 tháng 9 năm 2008, anh có trận thi đấu đầu tiên tại vòng loại World Cup trước Andorra, và trong trận kế tiếp với Croatia vào ngày 10 tháng 9 anh có những bàn thắng quốc tế đầu tiên và trở thành cầu thủ trẻ nhất trong lịch sử lập Hat-trick cho tuyển Anh.
Walcott trở lại thi đấu quốc tế vào ngày 3 tháng 3 năm 2010 trong trận giao hữu với Ai Cập. Đây là lần ra sân quốc tế đầu tiên của anh trong chín tháng. Anh đã chơi mờ nhạt sau khởi đầu tươi sáng và bị thay thế bởi Shaun Wright-Phillips sau 57 phút khi tuyển Anh ngược dòng thắng Ai Cập 3-1.

### Giải vô địch châu Âu 2012
Trong trận đấu tại vòng loại giải vô địch châu Âu 2012 với Thụy Sĩ ngày 7 tháng 9 năm 2010, Walcott bị căng cơ sau khi bị cắt bóng để kiến tạo cho bàn mở tỉ số của Wayne Rooney cho tuyển Anh sau 10 phút khiến anh phải nghỉ thi đấu vài tuần.
Tại giải vô địch châu Âu 2012, Walcott ra sân cho tuyển Anh khi vào sân thay người ở hiệp hai ở vòng bảng trước Thụy Điển. Ngay sau khi vào sân, Walcott đã đem lại bàn thắng gỡ hòa 2-2. Chưa đầy 15 phút sau, anh kiến tạo bàn thắng cho Danny Welbeck lập công ở phút 72 giúp Anh thắng 3-2. Sau trận đấu, huấn luyện viên tuyển Anh Roy Hodgson ca ngợi Walcott có tác động "lớn" đến trận đấu, trong khi Lee Dixon trên BBC nói Walcott đã "thay đổi cục diện trận đấu".

### Vòng loại giải vô địch thế giới 2014
Walcott ra sân từ đầu trong chiến thắng 5-0 của tuyển Anh trước San Marino, nhưng đã dính chấn thương sau khi tranh chấp với thủ môn Aldo Simoncini. Sau khi được điều trị ngoài đường biên sân Wembley, Walcott được thay thế bởi Aaron Lennon, và sau đó được đưa đến bệnh viện để phòng ngừa, nơi anh trải qua các quá trình "quét và kiểm tra" theo huấn luyện viên tuyển Anh Roy Hodgson.

## Thống kê sự nghiệp

### Câu lạc bộ
Tính đến ngày 10 tháng 4 năm 2017.
| Câu lạc bộ          | Mùa giải            | Giải đấu            | Giải đấu      | Giải đấu     | Cúp FA        | Cúp FA       | League Cup    | League Cup   | Châu Âu       | Châu Âu      | Khác          | Khác         | Tổng cộng     | Tổng cộng    |
| Câu lạc bộ          | Mùa giải            | Giải đấu            | Số lần ra sân | Số bàn thắng | Số lần ra sân | Số bàn thắng | Số lần ra sân | Số bàn thắng | Số lần ra sân | Số bàn thắng | Số lần ra sân | Số bàn thắng | Số lần ra sân | Số bàn thắng |
| ------------------- | ------------------- | ------------------- | ------------- | ------------ | ------------- | ------------ | ------------- | ------------ | ------------- | ------------ | ------------- | ------------ | ------------- | ------------ |
| Southampton         | 2005–06             | Giải hạng nhất      | 21            | 4            | 1             | 1            | 1             | 0            | —             | —            | —             | —            | 23            | 5            |
| Arsenal             | 2005–06             | Premier League      | 0             | 0            | —             | —            | —             | —            | 0             | 0            | —             | —            | 0             | 0            |
| Arsenal             | 2006–07             | Premier League      | 16            | 0            | 4             | 0            | 6             | 1            | 6             | 0            | —             | —            | 32            | 1            |
| Arsenal             | 2007–08             | Premier League      | 25            | 4            | 1             | 0            | 4             | 1            | 9             | 2            | —             | —            | 39            | 7            |
| Arsenal             | 2008–09             | Premier League      | 22            | 2            | 3             | 1            | 0             | 0            | 10            | 3            | —             | —            | 35            | 6            |
| Arsenal             | 2009–10             | Premier League      | 23            | 3            | 1             | 0            | 0             | 0            | 6             | 1            | —             | —            | 30            | 4            |
| Arsenal             | 2010–11             | Premier League      | 28            | 9            | 1             | 0            | 4             | 2            | 5             | 2            | —             | —            | 38            | 13           |
| Arsenal             | 2011–12             | Premier League      | 35            | 8            | 3             | 1            | 0             | 0            | 8             | 2            | —             | —            | 46            | 11           |
| Arsenal             | 2012–13             | Premier League      | 32            | 14           | 4             | 1            | 2             | 5            | 5             | 1            | —             | —            | 43            | 21           |
| Arsenal             | 2013–14             | Premier League      | 13            | 5            | 1             | 0            | 0             | 0            | 4             | 1            | —             | —            | 18            | 6            |
| Arsenal             | 2014–15             | Premier League      | 14            | 5            | 5             | 2            | 0             | 0            | 2             | 0            | 0             | 0            | 21            | 7            |
| Arsenal             | 2015–16             | Premier League      | 28            | 5            | 5             | 2            | 2             | 0            | 6             | 2            | 1             | 0            | 42            | 9            |
| Arsenal             | 2016–17             | Premier League      | 24            | 10           | 3             | 5            | 0             | 0            | 6             | 4            | —             | —            | 33            | 19           |
| Arsenal             | Tổng cộng           | Tổng cộng           | 260           | 65           | 31            | 12           | 18            | 9            | 67            | 18           | 1             | 0            | 377           | 104          |
| Tổng cộng sự nghiệp | Tổng cộng sự nghiệp | Tổng cộng sự nghiệp | 281           | 69           | 32            | 13           | 19            | 9            | 67            | 18           | 1             | 0            | 400           | 109          |

### Đội tuyển quốc gia
Tính đến ngày 15 tháng 11 năm 2016.
| Đội tuyển quốc gia | Năm       | Trận | Bàn |
| ------------------ | --------- | ---- | --- |
| Anh                | 2006      | 1    | 0   |
| Anh                | 2008      | 5    | 3   |
| Anh                | 2009      | 2    | 0   |
| Anh                | 2010      | 7    | 0   |
| Anh                | 2011      | 6    | 0   |
| Anh                | 2012      | 9    | 1   |
| Anh                | 2013      | 6    | 1   |
| Anh                | 2015      | 6    | 3   |
| Anh                | 2016      | 5    | 0   |
| Tổng cộng          | Tổng cộng | 47   | 8   |

### Bàn thắng quốc tế
| # | Ngày                     | Địa điểm                                        | Số trận | Đối thủ    | Bàn thắng | Kết quả | Giải đấu                 |
| - | ------------------------ | ----------------------------------------------- | ------- | ---------- | --------- | ------- | ------------------------ |
| 1 | 10 tháng 9 năm 2008      | Sân vận động Maksimir, Zagreb, Croatia          | 4       | Croatia    | 1–0       | 4–1     | Vòng loại World Cup 2010 |
| 2 | 10 tháng 9 năm 2008      | Sân vận động Maksimir, Zagreb, Croatia          | 4       | Croatia    | 2–1       | 4–1     | Vòng loại World Cup 2010 |
| 3 | 10 tháng 9 năm 2008      | Sân vận động Maksimir, Zagreb, Croatia          | 4       | Croatia    | 4–1       | 4–1     | Vòng loại World Cup 2010 |
| 4 | ngày 15 tháng 6 năm 2012 | Sân vận động Olympic, Kiev, Ukraina             | 26      | Thụy Điển  | 2–2       | 3–2     | Euro 2012                |
| 5 | 14 tháng 8 năm 2013      | Sân vận động Wembley, London, Anh               | 34      | Scotland   | 1–1       | 3–2     | Giao hữu                 |
| 6 | 5 tháng 9 năm 2015       | Sân vận động San Marino, Serravalle, San Marino | 41      | San Marino | 4–0       | 6–0     | Vòng loại Euro 2016      |
| 7 | 5 tháng 9 năm 2015       | Sân vận động San Marino, Serravalle, San Marino | 41      | San Marino | 6–0       | 6–0     | Vòng loại Euro 2016      |
| 8 | 9 tháng 10 năm 2015      | Sân vận động Wembley, London, Anh               | 42      | Estonia    | 1–0       | 2–0     | Vòng loại Euro 2016      |

## Danh hiệu

### Câu lạc bộ
Southampton
Á quân:
- Cúp trẻ FA 2005

Arsenal
Á quân:
- Cúp Liên đoàn bóng đá Anh 2007

### Quốc tế
U-21 Anh
Á quân:
- Giải vô địch bóng đá U21 châu Âu

### Cá nhân
- Cá nhân trẻ xuất sắc nhất năm của BBC Sports: 2006

## Đời sống cá nhân
Theo Walcott đã lên xe hoa cùng bạn gái Melanie Slade ngày 15 tháng 6 năm 2013 tại một lâu đài ở Florence.
Một vài người đồng đội tại Arsenal của Theo đã đến dự tiệc cưới của đôi bạn trẻ tại Italia. Kieran Gibbs, Laurent Koscielny, Aaron Ramsey, Thomas Vermaelen và Alex Oxlade-Chamberlain là những người đã đến dự tiệc cưới của Theo tại Florence. Họ đã đến đó bằng một chiếc máy bay easyJet.
Theo, 24 tuổi và Melanie, 23 tuổi đã không nhận bất cứ món quà nào từ các vị khách tại buổi lễ được tổ chức ở lâu đài mang tên Castello Di Vincigliata. Thay vào đó, họ đã đóng góp số tiền nhận được cho quỹ từ thiện Willow Foundation mà người khởi xướng là huyền thoại của Arsenal, ông Bob Wilson.
Quỹ này được lập ra nhằm giúp đỡ cho những bệnh nhân bị bệnh nặng trong độ tuổi 16 – 40. Cặp đôi này cũng đã trích một khoản tiền ủng hộ cho quỹ Macmillan Cancer Support nhằm hỗ trợ điều trị cho những bệnh nhân ung thư. Chị ruột của Melanie, Sarah đã bị ung thư thận ngay ở tuổi 16 và cũng đã được hỗ trợ từ quỹ này.
Theo và Melanie được xem như một trong những cặp đôi bền vững nhất trong làng bóng đá. Thậm chí trong những bữa tiệc thâu đêm chỉ dành cho các quý ông mà Theo được mời tham dự tại Las Vegas, anh cũng đã lựa chọn ra về sớm thay vì ở lại qua nửa đêm.
Cặp đôi này đã gặp nhau tại khu mua sắm WestQuay tại Southampton vào năm 2004. Southampton chính là nơi Theo đã bắt đầu sự nghiệp của anh.
Một người bạn của cặp đôi này nói: "Tình yêu của họ đã bắt đầu trước khi 2 người trở nên nổi tiếng và từ đó họ đã tạo một nền móng vững chắc cho mối quan hệ này."